# Dance Album of Carl Perkins
Dance Album of Carl Perkins är den amerikanska rockabilly- och rock & rollsångaren Carl Perkins debutalbum, utgivet 1957. Albumet består till stor del av singlar släppta mellan 1955 och 1957, och var det första och sista albumet som Carl Perkins släppte på Sun Records då han bytte till Columbia Records 1958.

## Låtlista
- Alla sånger är producerade av Sam Phillips.

| Nr           | Titel                              | Text                                         | Längd |
| ------------ | ---------------------------------- | -------------------------------------------- | ----- |
| 1.           | "Blue Suede Shoes"                 | Carl Perkins                                 | 2:13  |
| 2.           | "Movie Magg"                       | Carl Perkins                                 | 2:07  |
| 3.           | "Sure to Fall (in Love with You)"  | Carl Perkins, Bill Cantrell, Quinton Claunch | 2:30  |
| 4.           | "Gone, Gone, Gone"                 | Carl Perkins                                 | 2:34  |
| 5.           | "Honey Don't"                      | Carl Perkins                                 | 2:47  |
| 6.           | "Only You"                         | Samuel Ram                                   | 3:16  |
| 7.           | "Tennessee"                        | Carl Perkins                                 | 3:00  |
| 8.           | "Right String but the Wrong Yo-Yo" | Willie Lee Perryman                          | 2:34  |
| 9.           | "Everybody's Trying to Be My Baby" | Carl Perkins                                 | 2:11  |
| 10.          | "Matchbox"                         | Carl Perkins                                 | 2:06  |
| 11.          | "Your True Love"                   | Carl Perkins                                 | 2:46  |
| 12.          | "Boppin' the Blues"                | Carl Perkins, Howard Griffin                 | 2:46  |
| Total längd: | Total längd:                       | Total längd:                                 | 28:09 |